# نبيه القاسم
نبيه فريد قاسم حسين (6 يناير 1945) هو ناقد وكاتب فلسطيني ولد في قرية الرامة في الجليل الأسفل. واكب الحركة الأدبية الفلسطينية داخل إسرائيل، وفي المناطق المحتلة عام 67 منذ أواخر الستينيات من القرن الماضي وحتى يومنا هذا. ويُعتبر من أهم النقاد الفلسطينيين. كما وكتب القصص القصيرة وله مجموعتان، وأبحاثاً في التاريخ، والثقافة، والمجتمع.

## حياته
أنهى الدراسة الابتدائية والثانوية في مدارس بلدته الرامة. وحصل على شهادة B.A في موضوعي التاريخ العام واللغة العربية مِن الجامعة العبرية في القدس. وعلى شهادة M.A الماجستير في اللغة العربية من الجامعة العبرية في القدس.
موضوع أطروحة الماجستير كان حول: «مسيرة الحركة الشعرية العربية المحلية وتطورها من خلال مجلة الجديد».
حصل على شهادة الدكتوراه من جامعة تل أبيب حول أطروحته عن «الفن الروائي عند عبد الرحمن منيف» بإشراف البروفيسور ساسون سوميخ.
كما وحصل على شهادة دكتوراة ثانية من جامعة سانت بطرسبرغ في روسيا حول أطروحته عن «الحركة الشعرية العربية في إسرائيل 1953-1985» بإشراف البروفيسورة أ.ب فارولوفا.
يعمل حالياً مُحاضراً للأدب العربي في الكلية الأكاديمية العربية للتربية في حيفا، ويرأس مركز البحوث للتعدّدية الثقافية في الكلية الأكاديمية العربية للتربية في حيفا.
للكاتب الكثير من المقالات الأدبية التي اغنت المجتمع بآرائه ذات المعنى العميق والكتابة الجميلة، ومن المجلات والصحف التي قام بالنشر بها، جريدة الاتحاد، مجلة الإصلاح والتي تصدر في عرعرة وغيرها من صحف ومجلات محلية وعربية.

## جوائز وتكريم
- قامت مؤسسة الأسوار للثقافة الوطنية في عكا بتكريمه في الأول من آذار عام 1992.

- حصل على جائزة الإبداع من وزارة التربية عام 1993.

- حصل على درع وزارة الثقافية الفلسطينية وبلدية قلقيلية في مهرجان تكريم شعراء ومبدعي فلسطين في أيار 1999.

- تكريم من وزارة الثقافة الفلسطينية ومحافظة طولكرم في تموز عام 2000.

- جائزة الإبداع الأدبي والفني من وزارة التربية عام 2009.

- جائزة فلسطين للدراسات الاجتماعية والعلوم الإنسانية عن كتابه في النقد الأدبي: «رحلة مع غوايات الإبداع» من الرئيس الفلسطيني محمود عباس عام 2019.

## مؤلفات
أصدر الدكتور نبيه القاسم حتى الآن 36 كتاباً، توزعت ما بين النقد الأدبي، والأبحاث، والقصة القصيرة:
1. رحلة مع غوايات الإبداع، دراسات نقدية في الرواية الفلسطينيّة. دار الشروق للنشر والتوزيع. عمّان-رام الله. الطبعة الأولى 2019.
2. في الإبداع المميّز. دراسات نقدية. دار الهدى للطباعة والنشر كريم، كفر قرع 2015.
3. ذلك الزمن الجميل. مواقف وآراء في السياسة والمجتمع والثقافة. دار الهدى للطباعة والنشر، كفر قرع 2014.
4. إميل حبيبي المثقف الإشكاليّ. دار الهدى للطباعة والنشر، كفر قرع 2014.
5. سميح القاسم مُبدع لا يستأذنُ أحداً. دراسات في إبداعه. دار الهدى للطباعة والنشر، كفر قرع 2013.
6. مواقف ومواجهات في حال الحركة الثقافية. دار الهدى للطباعة والنشر، كفر قرع 2011.
7. سحر خليفة وصرختها العالية: لا، دراسات في أدبها. دار الهدى للطباعة والنشر، كفر قرع 2011.
8. هسهسة الكلمات، دراسات في الشعر. دار الهدى للطباعة والنشر، كفر قرع 2010.
9. ظلال الكلمات، دراسات في القصة القصيرة. دار الهدى للطباعة والنشر، كفر قرع 2010.
10. في محراب الكلمة، دار الهدى للطباعة والنشر، كفر قرع 2009.
11. مواقف وآراء وأحلام، دار الهدى للطباعة والنشر، كفر قرع 2008.
12. محمد علي طه مبدع راودته الكلمات وراودها، دار الهدى للطباعة والنشر، كفر قرع 2007.
13. الفن الروائي عند عبد الرحمن منيف، دار الهدى للطباعة والنشر، كفر قرع 2005.
14. موقف السيرة النبويّة من التوراة واليهود، الأسوار، عكا 2003.
15. الحركة الشعرية الفلسطينية في بلادنا من خلال مجلة الجديد، دار الهدى للطباعة والنشر، كفر قرع 2003.
16. مراودة النص، دراسات نقدية، المشرق، شفاعمرو 2001.
17. آه يا زمن، قصص قصيرة، مطبعة أبو رحمون، عكا 1997. طبعة ثانية صدرت عن دار الهدى للطباعة والنشر، كفر قرع 2007. قصص مجموعة «آه يا زمن» وثلاث قصص من مجموعة «إبتسمي يا قدس» تُرجمَت للغة الروسيّة وصدرت عن جامعة سانت بطرسبرغ الحكومية في روسيا عام 2001.
18. دراسات في التراث العربي، دار الهدى، كفر قرع 1996.
19. في الهم الثقافي، دار المشرق، شفاعمرو 1996.
20. الدروز في إسرائيل في البعد التاريخي والراهن، حيفا 1995.
21. المثقف العربي في مواجهة الواقع، المشرق، شفاعمرو 1994.
22. في الإبداع المسرحي، دراسات نقدية، المشرق، شفاعمرو 1994.
23. الرواية التاريخية عند نجيب محفوظ، الناصرة 1993.
24. في الرواية الفلسطينية، دار الهدى، كفر قرع 1991.
25. حركتنا الشعرية إلى أين؟، دار الهدى، كفر قرع 1991.
26. لغز إخوان الصفا، مطبعة الرامة، الرامة 1991.
27. هذا الزمن العربي، مطبعة الرامة، الرامة 1991.
28. نافذة على الأدب العربي الحديث، مطبعة الرامة، الرامة 1991.
29. ملاحظات في قواعد اللغة العربية، مطبعة الرامة، الرامة 1989.
30. القصة الفلسطينية في مواجهة حزيران، المشرق، شفاعمرو 1989. طبعة ثانية صدرت عن دار الهدى للطباعة والنشر، كفر قرع 2007.
31. إضاءة على الشعر الفلسطيني المحلي، المشرق، شفاعمرو 1987.
32. دراسات في الأدب الفلسطيني المحلي، الأسوار، عكا 1987.
33. دراسات في القصة المحلية، الأسوار، عكا 1979.
34. إبتسمي يا قدس، قصص قصيرة، الأسوار، عكا 1978. طبعة ثانية صدرت عن مطبعة أبو رحمون، عكا 1993. طبعة ثالثة صدرت عن دار الهدى للطباعة والنشر، كفر قرع 2007.
35. واقع الدروز في إسرائيل، دار الأيتام، القدس 1976. طبعة ثانية مزيدة ومنقحة صدرت عن دار راية للنشر. حيفا 2019.
36. النصوص التحليلية، مطبعة الشرق، القدس 1972.

## موقع الكاتب في الإنترنت
نبيه القاسم www.nabih-alkasem.com